# リチャード・フランシス・バートン

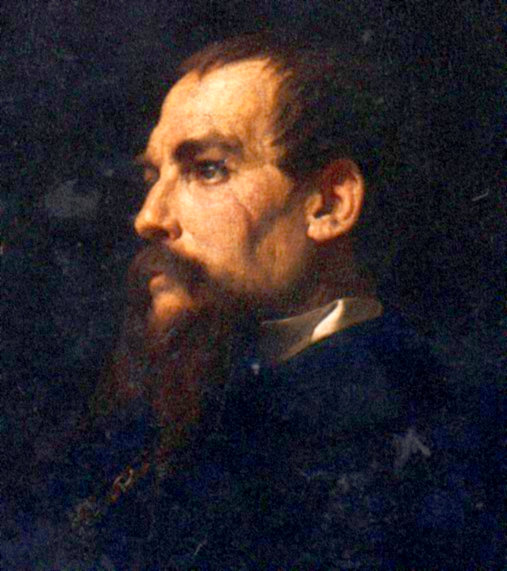
1872年にフレデリック・レイトンよって描かれたリチャード・フランシス・バートンの肖像

サー・リチャード・フランシス・バートン（Sir Richard Francis Burton, 1821年3月19日 - 1890年10月20日）は、イギリスの探検家、人類学者、作家、言語学者、翻訳家、軍人、外交官。『千夜一夜物語』（アラビアン・ナイト）の翻訳で知られる。19世紀の大英帝国を代表する冒険家である。

## 生涯
1821年、デヴォン州トーキーで生まれる。3歳から父が気管支喘息だったために和らげる乾燥地を求めて、フランス、イタリアの各地を一家で移りながら育つ。1840年にオックスフォード大学に入学するが、飲酒や決闘といった問題行動を繰り返し2年で退学になる。父親の勧めでインド駐屯軍の将校になり6月に出発、10月にボンベイに到着した。上官は、半島戦争での経験を持つチャールズ・ジェームズ・ネイピアであった。
インド滞在中は、各地に赴任した。そして、彼は現地で話されているヒンドゥスターニー語、グジャラート語、パンジャブ語、シンド語、サラキ語、マラーティー語のほか、ペルシャ語やアラビア語も堪能になった。また、バートンはヒンドゥーに魅せられ、熱心に研究した。彼の研究は「ヒンドゥー教の師父が、正式にジャネオ（バラモンの服）を着ることを許可してくれた」ほどに進んでいた。また、植民地支配に対するインド人の不満をみてイギリス当局に警告したが相手にされなかった。あまりにも熱心にインドの文化や、ヒンドゥーなどの宗教に関心を見せ、時に積極的にインド人と交流するバートンの行動は、仲間の軍人たちからは奇妙なものと見做された。イギリス人たちは、バートンを「土着化している」と非難し、さらに「ホワイト・ニガー」と半ば軽蔑して渾名した。
1850年に帰国。王立地理学会から援助を受け1853年に中東に旅立ちメッカ巡礼をおこない巡礼者に変装することで異教徒と見破られずに成功する。生還した白人は数少なかったので有名になった（ただし、実際には当時の人々が想像するほど危険ということはなかった）。翌1854年には、東インド会社の援助で（現在のエチオピアの東部）禁断の町ハラールに初の白人として到着。十日間滞在した後、ソマリアのベルベラで300人ほどの現地民に襲われ重傷を負い（現地民が投げた槍が左頬から右上顎に貫通。現地を逃れたあと引き抜いたが、左頬の傷跡は一生残った）帰国した。クリミア戦争にも従軍し、オスマン帝国の不正規軍の隊長を務めた。

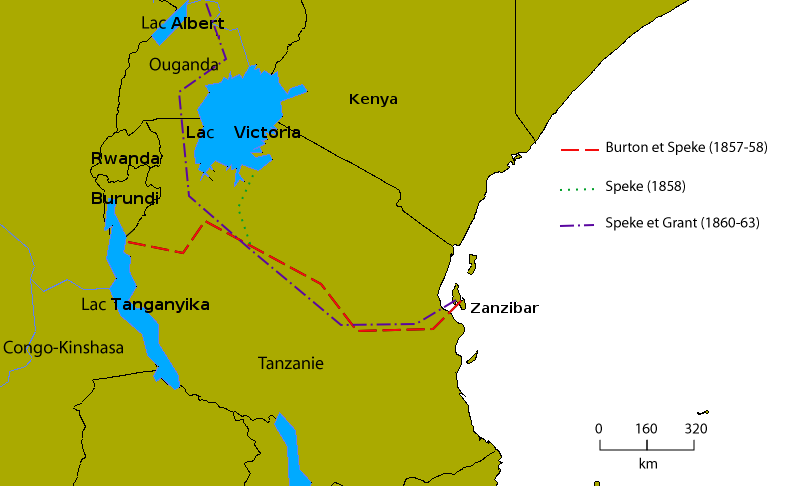
バートンとスピークのタンガニーカ湖までの道のり

1857年、東アフリカのナイル川の源流を探す旅を友人の探検家ジョン・ハニング・スピークとともに行い、1858年にタンガニーカ湖を「発見」した。これこそが源流だとバートンは主張したが、スピークは納得せずにさらに探検してヴィクトリア湖を発見。これこそ本物だと考えるようになる。二人で帰国しようとするが、途中のアデンでバートンは熱病で伏してしまった。一足先に帰国したスピークは、約束に反して単独で成果を公表したために両者の関係が悪化する。
1859年には、東アフリカ探検の功績に対して、王立地理学会から金メダルを贈られた。
1860年、北米大陸横断にでかけハリファックスから出発しカナダ東部〜サンフランシスコ〜パナマ地峡までの前人未到の地を調査。そこでインディアンと出会いモルモン教の中心地であるソルトレイクシティを訪れて好意的な報告をしている。カリブ海セントトマス経由で帰国して翌年に10年前に知り合った敬虔なカトリック教徒イザベル・アランデルと結婚するが、スペイン領西アフリカの領事に任命され単身赴任する。ダホメ王国を訪問して王に人身御供と奴隷貿易の禁止をさせようと説得したこともあった。しかし、歓迎されたが目的を果たせなかった。かねてから論争していたスピークと決着をつけるために1865年に開かれた英国学術教会の総会で討論しようとしたが、前日に銃の暴発（自殺？）によりスピークは死亡した。
このことにショックをうけたものの翌年にブラジルの駐サントス領事に任命され渡航。奥地や南米各国を探検する。1869年にはシリアの駐ダマスカス領事に任命され再び渡航。ここでも辺境を探検するが、本人とは無関係の宗派紛争とのからみで職を解任され帰国。このときの経験をもとに執筆した文章は、反ユダヤ主義だとして後世まで非難された。
その後、駐トリエステ領事として、1873年に赴任し死ぬまでその職にあった。インドや西アフリカを再訪し1886年にナイトに叙され、以後サーの称号を用いる。晩年は『千夜一夜物語』の翻訳をして過ごした。1890年に心臓発作で危篤状態になり妻の勧めでカトリックに改宗してから（その場にいた姪は否定する）死亡した。

## 業績
- 王室人類学協会の共同設立
- ESP（超感覚的感知）という言葉を提唱する

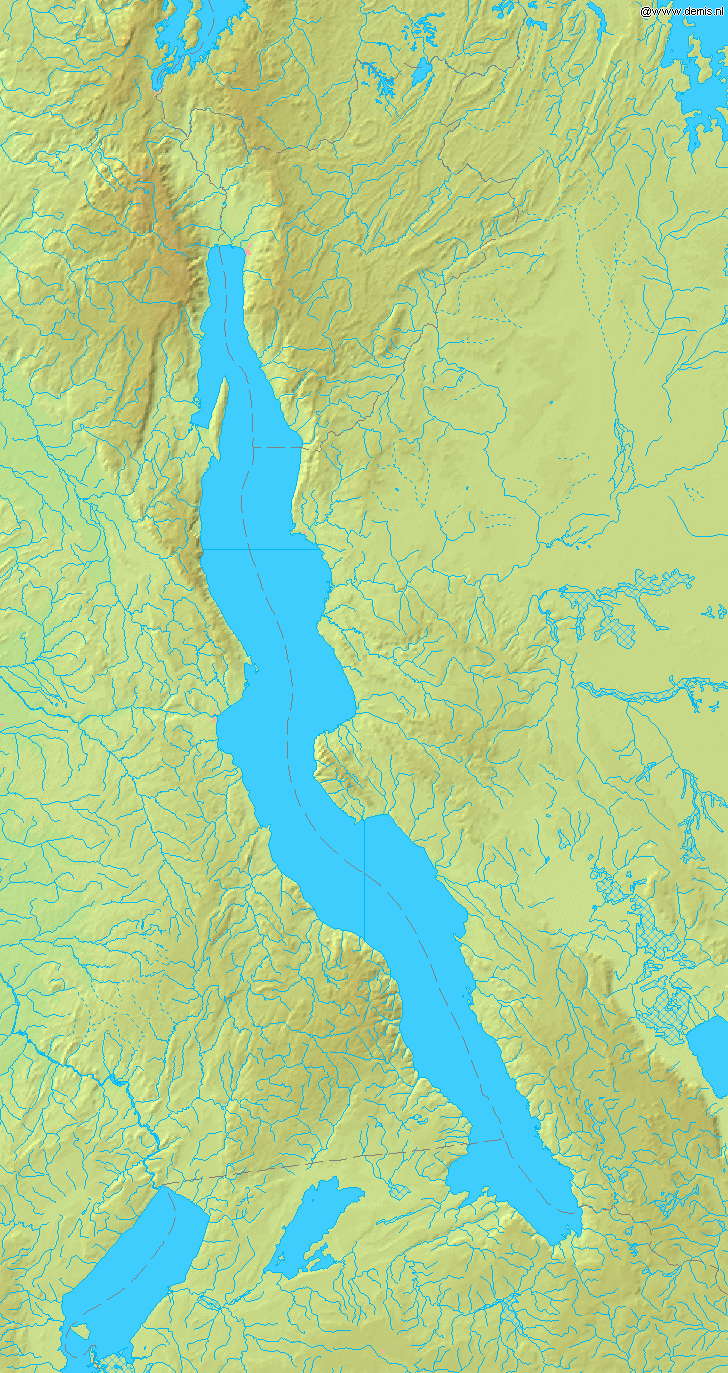
タンガニーカ湖

- 『千夜一夜物語』の英訳（日本語版は大場正史訳、現在はちくま文庫全11巻）。
- 東洋の性技の研究
- タンガニーカ湖の発見

### 主な著書・訳書
- 『ウズ・ルジアダス』Os Lusiadas (The Lusiads) (1880) - 二巻本。英訳。
- 『ヤズドのハジ・アブドゥの抒情詩（カシダー）』The Kasidah of Haji Abdu El-Yezdi (1880) - ヤズド州出身の人物が書いた長編詩の英訳、という体裁をとっているが、実際の著者はバートンだと考えられている。
- 『ヴァーツヤーヤナ・カーマ・スートラ』The Kama Sutra of Vatsyayana (1883) (with Forster Fitzgerald Arbuthnot) - 英訳。
- 『千夜一夜物語』The Book of the Thousand Nights and a Night (1885) - 英訳。本編10巻、補遺6巻（1886−88）。
- 『匂える園』The Perfumed Garden of the Shaykh Nefzawi (1886) - 英訳。

## 人物
- 不眠症で放浪癖を持っていたが、高い教養がありエネルギッシュな人物であった。剣術の達人でもあり、方言をふくめると40ヶ国語を話せる語学力も身につけていた。
- 現地の人間に完璧に化けることができ、アラビアではイスラム神学者の前で教義についての厳しい考査に合格した。
- 軍人や外交官としては出世できなかったのは、上司に敬意を払わずつねに遠慮なく物を言い、へつらうことが皆無だったため。本人は、インド時代の売春宿（特に男娼）について作成した報告書のせいにしていた。なお、この報告書はのちに公文書となり、生涯の不遇のたねになった。
- チャンスがあったにもかかわらず蓄財には縁がなかった。
- 奇人変人と好んで交際した。

## 死後
- 遺体は、モートレイクの地に葬られた。

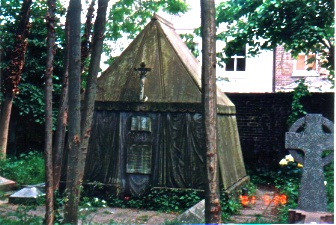
アラブのテントの形をしたバートンの墓標

- バートンの残した日記や原稿は妻イザベルによって自らの著作に利用した後、不道徳という理由から燃やされてしまった。
- 妻をはじめ、ウィーダ（「フランダースの犬」の作者）などの様々な人物によって伝記が出版され、1960年代には再び関心が高まり妻についての本まで登場した。
- 現在では『千夜一夜物語』『カーマ・スートラ』『匂える園』の無削除版で最も知られている。

## 登場する作品
- 『愛と野望のナイル』（映画）　(Mountain of the Moon, 1990年アメリカ)
- 『リバーワールド』シリーズ（SF小説）　フィリップ・ホセ・ファーマー（著）
- 『失われし書庫』 （ミステリ）　ジョン・ダニング（著）　（The Bookman's Promise 2004年、宮脇孝雄訳）
- 『バネ足ジャックと時空の罠』 (SF小説) マーク・ホダー(著)　 (The Strange Affair of Spring-Heeled Jack, 2010年)
- 『世界収集家』 (旅行記)　イリヤ・トロヤノフ(著)　(Der Weltens Sammler, 2015年)

## 関連文献
- 藤野幸雄『探検家リチャード・バートン』 新潮社〈新潮選書〉、1985年
- R・H・キールナン 『秘境アラビア探検史 （下）』岩永博訳、法政大学出版局、1994年 -「メッカ、メディナ旅行の章」。
- 『バートン　千夜一夜の世界』大場正史訳、桃源社、1963年、新版1980年
  - 『バートン版 千夜一夜物語　第7巻』大場正史訳、河出書房新社、1967年 - 後半に収録
- レスリー・ブランチ『双頭の鷲=バートン夫妻』大場正史訳 世界の人間像 第11 角川書店 1963／ノンフィクション全集 18 筑摩書房 1973